# Котячеокий вуж
Котячеокий вуж (Leptodeira) — рід отруйних змій родини полозових (Colubridae). Включає 14 видів.

## Опис
Загальна довжина представників цього роду коливається від 45 см до 1 м. Голова коротка, товста. очі великі, зіниці вертикальні. Нагадують котячі очі. Звідси й походить їх назва. Мають задньощелепні отруйні ікла. Тулуб дуже тонкий, стрункий. Голова відмежована від тулуба. Уздовж середини тулуба тягнеться 19—25 рядків луски. Забарвлення чорне, коричневе, жовтувате. Черево значно світліше за спину. На загальному фоні можуть розташовуватися світлі смужки або темні плями.

## Спосіб життя
Полюбляють тропічні ліси, кам'янисті, скельні місцини, савани. Активні вночі. гарно лазають та плавають. Харчуються ящірками, земноводними.
Отрута не становить загрози для людини.
Це яйцекладні змії.

## Розповсюдження
Мешкають від південного заходу США до Південної Америки включно.

## Види
- Leptodeira annulata (Linnaeus, 1758)
- Leptodeira ashmeadii (Hallowell, 1845)
- Leptodeira bakeri Ruthven, 1936[2]
- Leptodeira frenata (Cope, 1886)
- Leptodeira maculata (Hallowell, 1861)
- Leptodeira misinawui Torres-Carvajal, Sánchez-Nivicela, Posse, Celi & Koch, 2020
- Leptodeira nigrofasciata Günther, 1868
- Leptodeira polysticta (Günther, 1895)
- Leptodeira punctata (W. Peters, 1866)
- Leptodeira rhombifera (Günther, 1872)
- Leptodeira rubricata (Cope, 1893)
- Leptodeira septentrionalis Kennicott, 1859
- Leptodeira splendida (Günther, 1895)
- Leptodeira uribei Bautista & H.M. Smith, 1992